# Abraxas mosaria
Abraxas mosaria är en fjärilsart som beskrevs av Swinhoe 1917. Abraxas mosaria ingår i släktet Abraxas och familjen mätare. Inga underarter finns listade i Catalogue of Life.